# Belur, Dharwad
Belur là một làng thuộc tehsil Dharwad, huyện Dharwad, bang Karnataka, Ấn Độ.